# Felice Merlo
Felice Merlo (Fossano, 17 settembre 1792 – Torino, 30 marzo 1849) è stato un politico italiano.
Laureato in giurisprudenza e docente universitario, fu brevemente Ministro della pubblica istruzione del Regno di Sardegna nel Governo Alfieri e Ministro di grazia e giustizia nei Governi Alfieri e Perrone.